# 공공기관 (프랑스)
프랑스에서 공공기관(établissement public)은 공적 자금으로 운영되는 공법상의 법인으로, 공익적 목적에 따라야 한다. 공공기관은 공익적 목적에 반드시 따르지 않아도 되는 공공자본으로 운영되는 사법상의 법인인 공기업과는 구분된다.
프랑스 법은 공공기관에 몇몇 행정 및 재정 자치권을 부여하여(예컨대 국가중앙행정과는 반대되는), 세부적으로 규정된 공익적 목적에 따르도록 한다.
공공기관의 관할 영역은 상이하지만, 대부분 경제 또는 사회에서의 목적을 이행한다. 보건(예컨대 프랑스 보건안전기구), 교육(대학교, 리세), 문화(박물관), 경제(산업 및 상업적 성격의 공공기관) 분야 등을 관할할 수도 있다.

## 공공기관간의 구분

### 주된 구분: EPA와 EPIC
- 행정적 성격의 공공기관 (EPA)
- 산업 및 상업적 성격의 공공기관 (EPIC)

### 공공기관의 종류
- 지방교육공공기관 (EPLE) (EPA에 속함)
- 학문 및 기술적 성격의 공공기관 (EPST)
- 학문·문화 및 직업적 성격의 공공기관 (EPSCP)
- 학문협업공공기관 (EPCS) 2006년부터 2013년까지
- 문화협업공공기관 (EPCC)
- 환경협업공동기관 (EPCE)
- 경제공공기관
- 코뮌간협업공공기관 (EPCI)
- 보건공공기관 (EPS)
- 종교공공기관
- 사회·사회의료 공공기관